# Saint-Maurice-près-Pionsat
Saint-Maurice-près-Pionsat is een gemeente in het Franse departement Puy-de-Dôme (regio Auvergne-Rhône-Alpes) en telt 367 inwoners (2011). De plaats maakt deel uit van het arrondissement Riom.

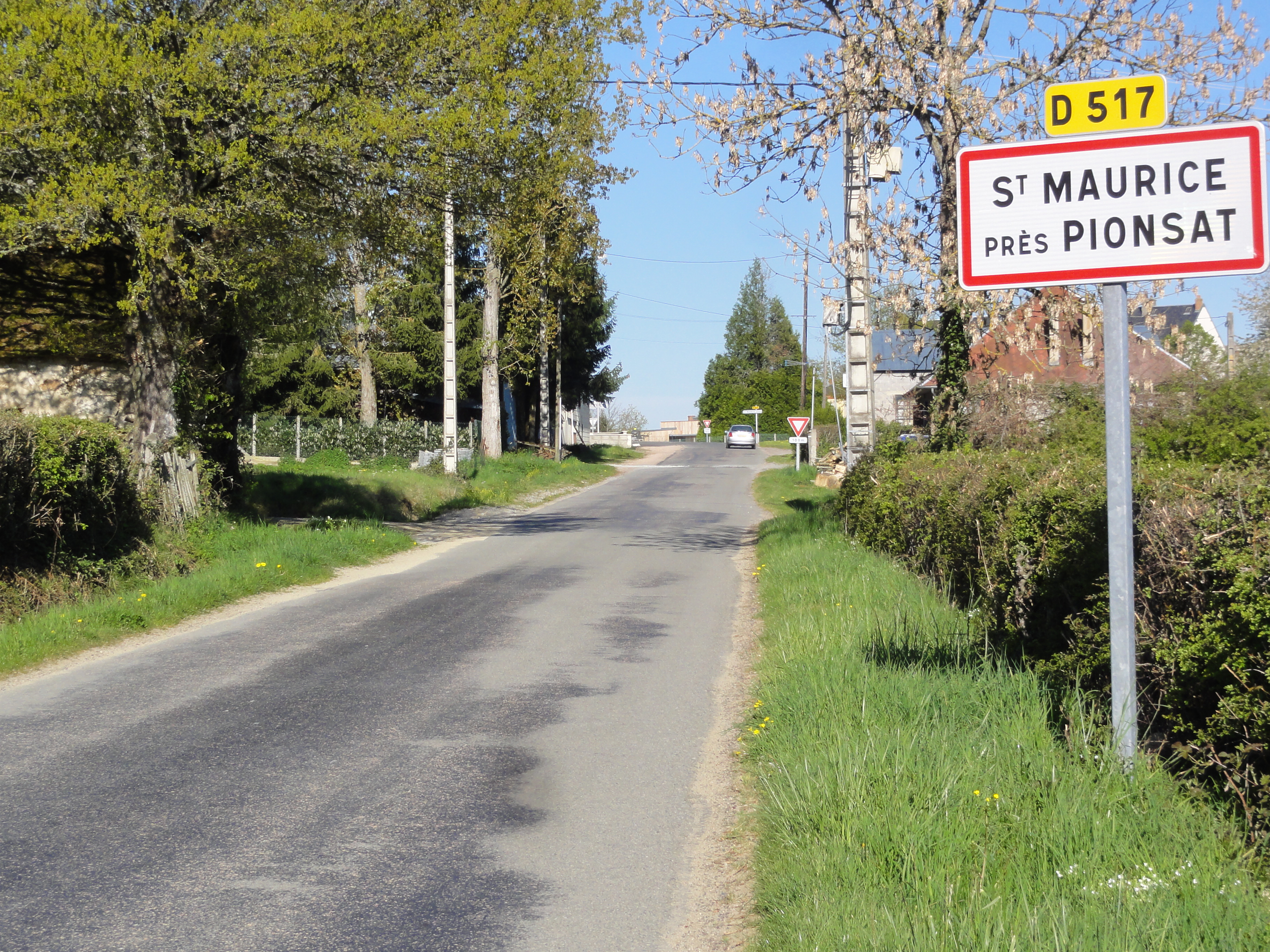
Saint-Maurice-près-Pionsat
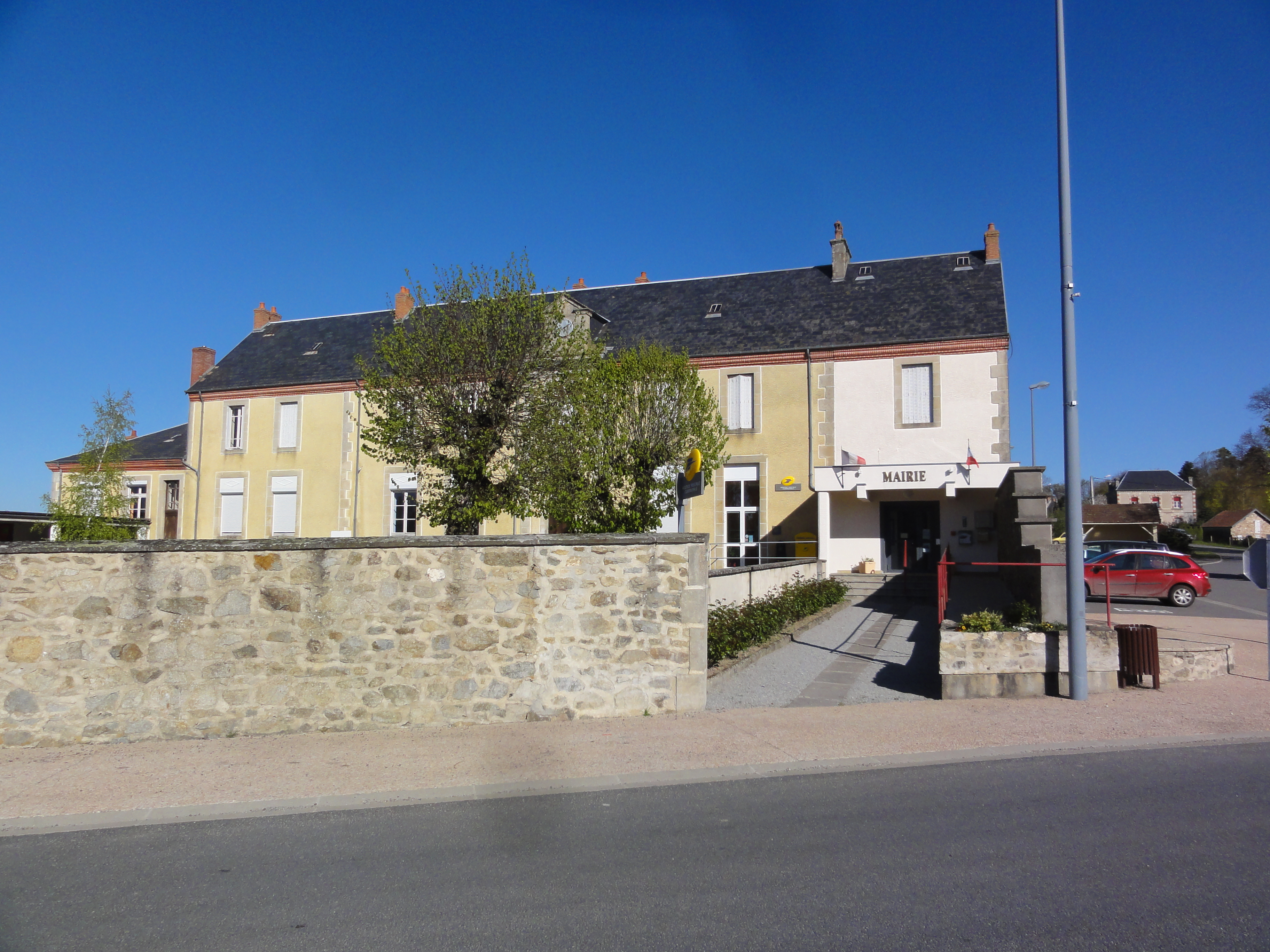
Gemeentehuis, postkantoor en school
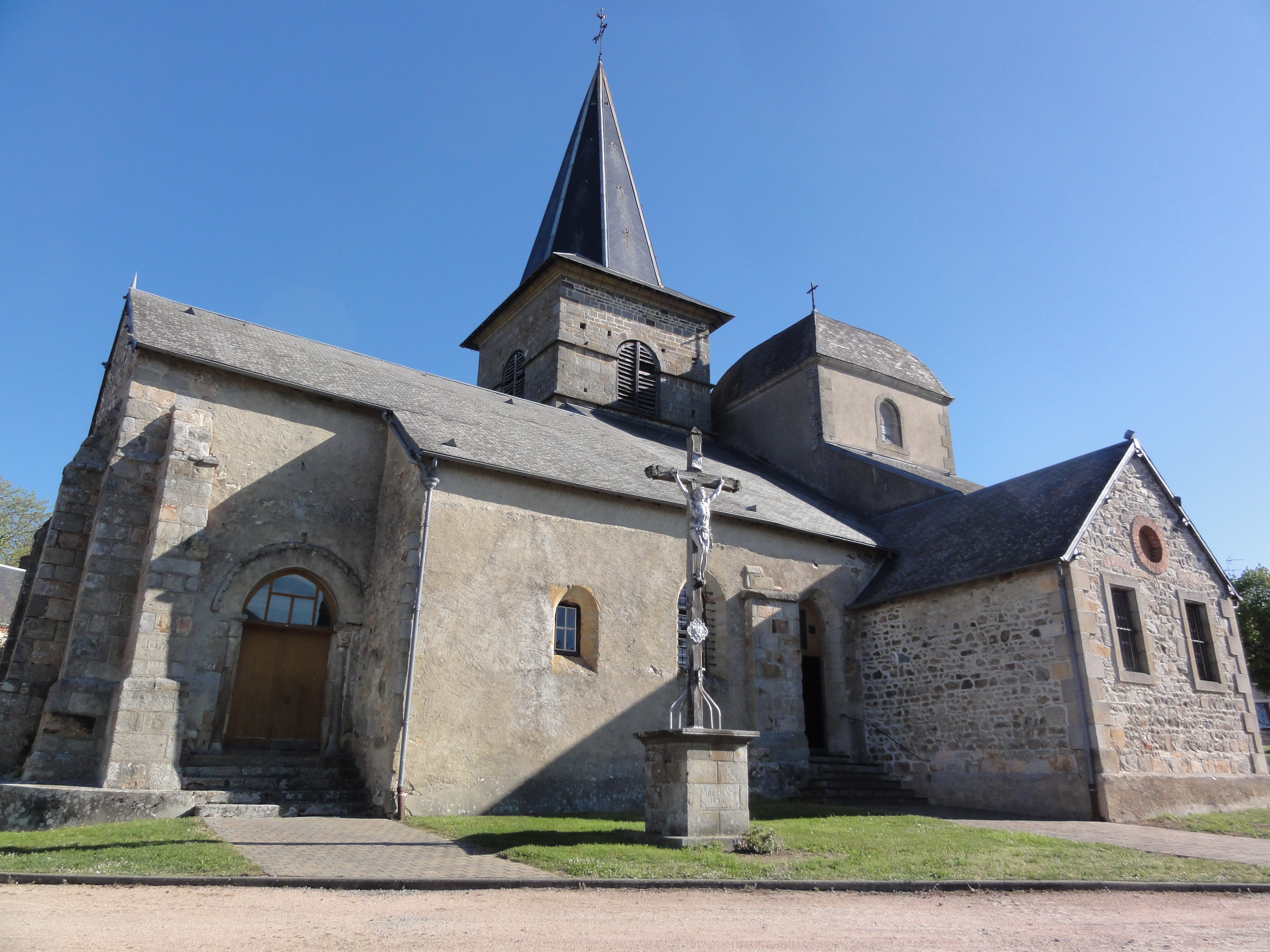
Saint-Maurice-près-Pionsat, kerk Saint-Maurice

## Geografie
De oppervlakte van Saint-Maurice-près-Pionsat bedraagt 30,9 km², de bevolkingsdichtheid is 11,9 inwoners per km².
De onderstaande kaart toont de ligging van Saint-Maurice-près-Pionsat met de belangrijkste infrastructuur en aangrenzende gemeenten.

## Demografie
Onderstaande figuur toont het verloop van het inwonertal (bron: INSEE-tellingen).